# Adventure Island
Adventure Island is een videospel van Westone Bit Entertainment uitgebracht door Hudson Soft in 1986. Het verscheen op diverse spelcomputers, zoals Nintendo Entertainment System (NES), maar niet op Sega-consoles.

## Wonder Boy
In feite is Adventure Island hetzelfde spel als Wonder Boy van Sega, zij het dat er gebruik wordt gemaakt van andere personages en muziek. Dit komt door de vreemde licentiepolitiek van Westone.

## Licentie
Sega nam enkel een licentie op de originele titel (Wonder Boy), de personages en de muziek om zo het spel uit te brengen op Sega-spelconsoles en arcadekasten. Westone bleef de rechten behouden van het verhaal en de programmacode.
Vervolgens ging Westone een gelijkaardige licentie aan met Hudson Soft. Zij brachten het spel uit voor enkele andere spelconsoles, waaronder Nintendo Entertainment System (NES). Het probleem was dat Sega de rechten had op de naam, personages en de muziek, maar bijvoorbeeld niet op de achtergronden en het spelverloop. Vandaar dat Hudson Soft eigen ontwerpen gebruikte voor zaken waarop een Sega-licentie rustte. Alle andere zaken (zoals de achtergronden) en het spelverloop werden behouden. Hudson Soft bracht het spel uit onder de naam Adventure Island.
Ten slotte ging Westone nog een derde licentie aan met Activision. Zij brachten het spel uit op homecomputers zoals Commodore 64 en Amstrad CPC. Vanwege technische beperkingen is het spel ietwat anders dan de Sega-versie. Toch kon Activision de originele naam Wonder Boy, de originele personages en originele muziek gebruiken, omdat Sega enkel exclusieve rechten had voor de spelcomputers (niet voor homecomputers).

## Platforms
| Jaar | Platform                |
| ---- | ----------------------- |
| 1986 | MSX, NES                |
| 2004 | Game Boy Advance, J2ME  |
| 2005 | DoJa                    |
| 2008 | Virtual Console (Wii)   |
| 2014 | Virtual Console (Wii U) |

## Ontvangst
| Beoordeeld door             | Platform            | Datum             | Score |
| --------------------------- | ------------------- | ----------------- | ----- |
| The Virtual Console Archive | Wii Virtual Console | augustus 2007     | 80%   |
| GameSpot                    | J2ME                | 10 november 2004  | 75%   |
| VicioJuegos.com             | NES                 | 22 juli 2007      | 75%   |
| Official Nintendo Magazine  | Wii Virtual Console | 22 februari 2008  | 70%   |
| Nintendo Life               | Wii Virtual Console | 3 september 2007  | 70%   |
| VideoGame                   | NES                 | april 1991        | 60%   |
| Game Freaks 365             | NES                 | 2007              | 58%   |
| IGN                         | Wii Virtual Console | 17 september 2007 | 55%   |
| 1UP!                        | NES                 | 21 november 2008  | 52%   |
| HonestGamers                | NES                 | 21 april 2013     | 50%   |